# Николаос Рокас
Николаос Рокас, известен като капитан Кольос (на гръцки: Νικόλαος Ρόκας, Καπετάν Κολιός), е гръцки офицер и революционер, деец на Гръцката въоръжена пропаганда в Македония от началото на XX век.

## Биография
Николаос Рокас е роден през 1870 година в Мандра, Атика. Той е внук на гръцкия революционер капитан Кольос, участвал в Гръцката война за независимост от 1821 година. Завършва училище в Корфу, а след това участва в Гръцко-турската война от 1897 година като сержант. През 1902 година завършва военно училище с чин лейтенант от пехотата.
През 1905 година Николаос Рокас застава начело на чета от 20 души в района на Олимп, като подсигурява снабдяването на андартите в района на Ениджевардарското езеро. От юли 1906 година е прехвърлен в района на Негуш заменяйки Георгиос Катехакис в Каракамен планина. Същата година по негово искане на помощ му идва Телос Агапинос. През октомври 1906 година предлага примирие на войводата от ВМОРО Димитър Занешев, което той отхвърля. Заедно с Михаил Анагностакос действа срещу румънската пропаганда в областта.
През 1907 година Николаос Рокас напуска Македония и се установява в Атина, където работи по подготовката на Критската милиция. Жени се и през 1910 година в Ханя му се ражда син Константинос Рокас (1910 – 1981), гръцки професор по право. През 1912 година участва в Балканската война като лейтенант, а през 1914 година е вече майор и действа в Северен Епир. Поканен е от Елефтериос Венизелос да застане на негова страна по време на вътрешните борби в Гърция, но той отказва. По време на Първата световна война Рокас е командир на пехотен полк, разположен в долината на река Струма.
През 1919 година ръководи пехотен полк в Украйна в борбата с болшевиките, а след това участва в Гръцко-турската война между 1919 и 1922 година като командир на Пета дивизия. През 1923 година напуска армията заради конфликт с Николаос Пластирас. Между 1927 и 1929 година отново е на военна служба, а през 1940 – 1941 година е командир на гръцките части в Дедеагач. Умира през 1947 година.